# Loiré
Loiré és un municipi francès situat al departament de Maine i Loira i a la regió de País del Loira. L'any 2007 tenia 784 habitants.

## Demografia

### Població
El 2007 la població de fet de Loiré era de 784 persones. Hi havia 329 famílies de les quals 94 eren unipersonals (41 homes vivint sols i 53 dones vivint soles), 126 parelles sense fills, 101 parelles amb fills i 8 famílies monoparentals amb fills.
La població ha evolucionat segons el següent gràfic:
Habitants censats

### Habitatges
El 2007 hi havia 381 habitatges, 334 eren l'habitatge principal de la família, 19 eren segones residències i 28 estaven desocupats. 369 eren cases i 10 eren apartaments. Dels 334 habitatges principals, 231 estaven ocupats pels seus propietaris, 97 estaven llogats i ocupats pels llogaters i 5 estaven cedits a títol gratuït; 20 tenien dues cambres, 59 en tenien tres, 76 en tenien quatre i 179 en tenien cinc o més. 260 habitatges disposaven pel capbaix d'una plaça de pàrquing. A 157 habitatges hi havia un automòbil i a 144 n'hi havia dos o més.

### Piràmide de població
La piràmide de població per edats i sexe el 2009 era:
| Homes | Edats   | Dones |
| ----- | ------- | ----- |
| 0     | 95 o +  | 1     |
| 1     | 90 a 94 | 2     |
| 4     | 85 a 89 | 7     |
| 6     | 80 a 84 | 4     |
| 19    | 75 a 79 | 20    |
| 17    | 70 a 74 | 21    |
| 33    | 65 a 69 | 26    |
| 14    | 60 a 64 | 25    |
| 24    | 55 a 59 | 17    |
| 24    | 50 a 54 | 27    |
| 14    | 45 a 49 | 17    |
| 25    | 40 a 44 | 22    |
| 25    | 35 a 39 | 26    |
| 26    | 30 a 34 | 25    |
| 24    | 25 a 29 | 29    |
| 15    | 20 a 24 | 6     |
| 21    | 15 a 19 | 23    |
| 20    | 10 a 14 | 24    |
| 38    | 5 a 9   | 29    |
| 28    | 0 a 4   | 25    |

## Economia
El 2007 la població en edat de treballar era de 452 persones, 345 eren actives i 107 eren inactives. De les 345 persones actives 327 estaven ocupades (175 homes i 152 dones) i 18 estaven aturades (7 homes i 11 dones). De les 107 persones inactives 53 estaven jubilades, 28 estaven estudiant i 26 estaven classificades com a «altres inactius».

### Ingressos
El 2009 a Loiré hi havia 350 unitats fiscals que integraven 886 persones, la mediana anual d'ingressos fiscals per persona era de 15.223,5 €.

### Activitats econòmiques
Dels 19 establiments que hi havia el 2007, 1 era d'una empresa alimentària, 3 d'empreses de fabricació d'altres productes industrials, 3 d'empreses de construcció, 2 d'empreses de comerç i reparació d'automòbils, 1 d'una empresa de transport, 2 d'empreses d'hostatgeria i restauració, 1 d'una empresa immobiliària, 3 d'empreses de serveis, 1 d'una entitat de l'administració pública i 2 d'empreses classificades com a «altres activitats de serveis».
Dels 5 establiments de servei als particulars que hi havia el 2009, 1 era un guixaire pintor, 1 lampisteria, 1 electricista, 1 perruqueria i 1 restaurant.
L'únic establiment comercial que hi havia el 2009 era una fleca.
L'any 2000 a Loiré hi havia 59 explotacions agrícoles que ocupaven un total de 2.652 hectàrees.

## Equipaments sanitaris i escolars
El 2009 hi havia una escola elemental.

## Poblacions més properes
El següent diagrama mostra les poblacions més properes.